# 発進!時空タイムス
『発進!時空タイムス』（はっしん じくうタイムス）は、テレビ東京系列局ほかで放送されていたテレビ大阪製作のバラエティ番組である。全9回。テレビ東京系列局では2007年4月16日から同年6月18日まで、毎週月曜 20:00 - 20:54 （日本標準時）に放送。初回は19:00 - 20:48の2時間スペシャルで放送。

## 概要
前番組『感涙!時空タイムス』から引き続き徳光和夫と矢口真里が司会を務めた番組で、本番組では「親子の絆」にスポットを当てていた。番組は、徳光たちがゲストの芸能人親子とともに「時空タイムス号」（番組が独自に発注した2階建てバス）に乗り、東京まで日帰り旅行に出かける「一日東京ツアー」という企画をメインに据えていた。

## 出演者

### 司会
- 徳光和夫
- 矢口真里

### ゲスト
- 李麗仙・大鶴義丹親子（第1回）
- 北斗晶親子（第1回）
- 清水章吾・清水響美親子と清水ハルマン（第2回）
- 松居一代親子（第3回）
- 海老名香葉子・9代目林家正蔵親子と毒蝮三太夫（第4回）
- 三浦雄一郎・三浦豪太親子（第5回）
- 平沢勝栄親子（第6回）
- 森口博子親子（第7回）
- オール巨人親子と桂小枝（第8回）
- 赤井英和親子と京本政樹（最終回）

### ナレーター
- 槇大輔

## スタッフ
- 企画：五十嵐洋文（えすと）
- 構成：折戸泰二郎、黒岩勉、張眞英、横山雄一郎、佐藤修
- リサーチ：石井千鶴・山口真知子（フォーミュレーション）
- TD：荒井義之
- CAM：丸山宗広、岡田淳
- VE：本間康彦、鈴木昭二
- 音声：三ツ井千尋、竹内秀樹
- 照明：和氣義幸
- 美術進行：和田修吾
- 選曲・音効：マジカル
- VTR編集：関井昭男
- MA：岡田晋一
- CG：ケネックジャパン
- ロケ車両（時空バス）：塚本実（アップスター）
- 編成：金岡英司（TVO）
- 番組宣伝：森岡宣喜（TVO）
- デスク：野村文（TVO）
- AP：庄田真人（TVO）、藤原千里（えすと）
- 制作：鈴木美帆（えすと）
- 演出補：三好直（TVO）
- チーフディレクター：今井勘太（ゼロクリエイト）、関和明（えすと）
- ディレクター：松本幸導、本道英門（えすと）、相澤幸一（アクロ）、須藤拓也・相澤宏明・膳亀由香（ホールマン）
- プロデューサー：橋本健司・鈴木美枝子（えすと）、宮崎達也（ホールマン）
- チーフプロデューサー：森川健一（TVO）
- 技術協力：パワービジョン、エーエーアイ
- 美術協力：ル・オブジェ・アール・スタジオ
- 制作協力：えすと、アクロ、ホールマン
- 製作著作：テレビ大阪

## ネット局
| 放送対象地域   | 放送局             | 系列           | 放送日時           | 備考                                       |
| -------------- | ------------------ | -------------- | ------------------ | ------------------------------------------ |
| 大阪府         | テレビ大阪         | テレビ東京系列 | 月曜 20:00 - 20:54 | 製作局                                     |
| 関東広域圏     | テレビ東京         | テレビ東京系列 | 月曜 20:00 - 20:54 | 同時ネット                                 |
| 北海道         | テレビ北海道       | テレビ東京系列 | 月曜 20:00 - 20:54 | 同時ネット                                 |
| 愛知県         | テレビ愛知         | テレビ東京系列 | 月曜 20:00 - 20:54 | 同時ネット                                 |
| 岡山県・香川県 | テレビせとうち     | テレビ東京系列 | 月曜 20:00 - 20:54 | 同時ネット                                 |
| 福岡県         | TVQ九州放送        | テレビ東京系列 | 月曜 20:00 - 20:54 | 同時ネット                                 |
| 岐阜県         | 岐阜放送           | 独立UHF放送局  | 月曜 20:00 - 20:54 | 同時ネット                                 |
| 滋賀県         | びわ湖放送         | 独立UHF放送局  | 月曜 20:00 - 20:54 | 同時ネット                                 |
| 奈良県         | 奈良テレビ         | 独立UHF放送局  | 月曜 20:00 - 20:54 | 同時ネット                                 |
| 和歌山県       | テレビ和歌山       | 独立UHF放送局  | 月曜 20:00 - 20:54 | 同時ネット                                 |
| 三重県         | 三重テレビ         | 独立UHF放送局  | 火曜 20:00 - 20:55 | 初回の2時間スペシャルは2回に分割して放送。 |
| 静岡県         | 静岡第一テレビ     | 日本テレビ系列 | 木曜 15:50 - 16:47 | 初回の2時間スペシャルは2回に分割して放送。 |
| 熊本県         | くまもと県民テレビ | 日本テレビ系列 | 日曜 12:35 - 13:30 |                                            |
| 石川県         | 北陸放送           | TBS系列        | 金曜 09:55 - 10:50 |                                            |
| 島根県・鳥取県 | 山陰中央テレビ     | フジテレビ系列 | 土曜 15:00 - 15:55 | 特別番組編成時には放送休止                 |
| 沖縄県         | 琉球朝日放送       | テレビ朝日系列 | 土曜 14:00 - 14:55 | 初回の2時間スペシャルは2回に分割して放送   |